# Яланець (село, Гайсинський район)
Яла́нець — село в Україні, у Бершадській міській громаді Гайсинського району Вінницької області.
У селі є станція Село Яланець.

## Історія
7 (20) листопада 1917 року, відповідно до Третього Універсалу Української Центральної Ради, увійшло до складу Української Народної Республіки.
Під час другого голодомору у 1932–1933 роках, проведеного радянською владою, загинуло 337 осіб.
12 червня 2020 року, відповідно розпорядження Кабінету Міністрів України № 707-р «Про визначення адміністративних центрів та затвердження територій територіальних громад Вінницької області», село увійшло до складу Бершадської міської громади.
19 липня 2020 року, в результаті адміністративно-територіальної реформи та ліквідації Бершадського району, село увійшло до складу Гайсинського району.

## Населення

### Мова
Розподіл населення за рідною мовою за даними :
| Мова            | Кількість | Відсоток |
| --------------- | --------- | -------- |
| українська      | 2314      | 98.98%   |
| російська       | 22        | 0.94%    |
| румунська       | 1         | 0.04%    |
| інші/не вказали | 1         | 0.04%    |
| Усього          | 2338      | 100%     |

## Пам'ятки
- Лиса гора — заповідне урочище.

## Видатні уродженці
- Іполит Зборовський — краєзнавець, музейний діяч.
- Тандитний Іван Олексійович (17.01.1990 — 08.12.2022) — український військовик, учасник російсько-української війни[6].
- Тісний Сергій Володимирович — український військовик, учасник російсько-української війни.[7]